# 托奈夏朗德
托奈夏朗德（法語：Tonnay-Charente，法語發音：[tɔnɛ ʃaʁɑ̃t]）是法国滨海夏朗德省的一个市镇，位于该省中部，属于罗什福尔区。

## 地理
托奈夏朗德（45°56'37"N, 0°53'29"W）面积34.39 平方千米，位于法国新阿基坦大区滨海夏朗德省，该省份为法国西部滨海省份，北起旺代省，西临大西洋，南至吉倫特省，东南接多爾多涅省，东北接德塞夫勒省接壤，东临夏朗德省。
与托奈夏朗德接壤的市镇（或旧市镇、城区）包括：卡巴里奥、热努耶、卢瓦尔莱马赖、吕桑、莫拉涅、米龙、羅什福爾、圣伊波利特。

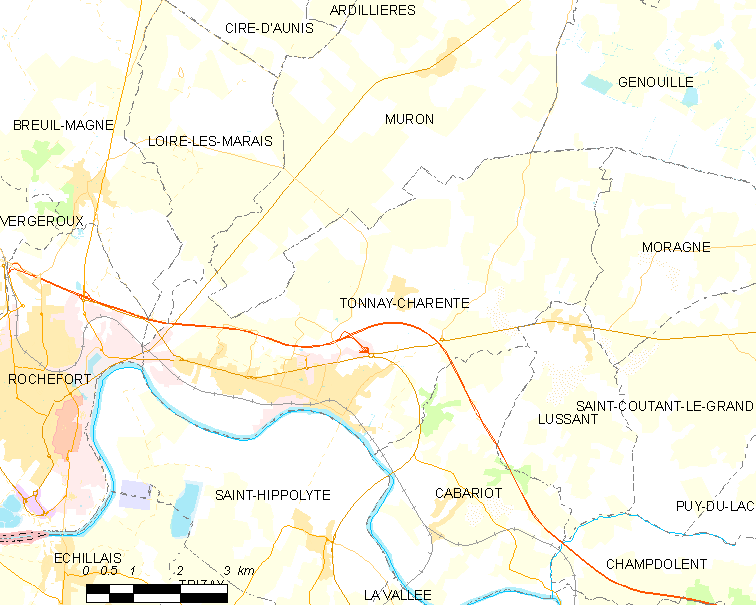
托奈夏朗德的OSM定位图

托奈夏朗德的时区为UTC+01:00、UTC+02:00（夏令时）。

## 行政
托奈夏朗德的邮政编码为17430，INSEE市镇编码为17449。

## 政治
托奈夏朗德所属的省级选区为托奈夏朗德县。

## 人口

1962-2008年间托奈夏朗德人口变化图示

托奈夏朗德于2022年1月1日时的人口数量为8248人。